# Estação Trindade (Metro do Porto)
A Estação da Trindade é  uma estação do Metro do Porto, localizada no centro da cidade, junto à Câmara Municipal.

## Comboio

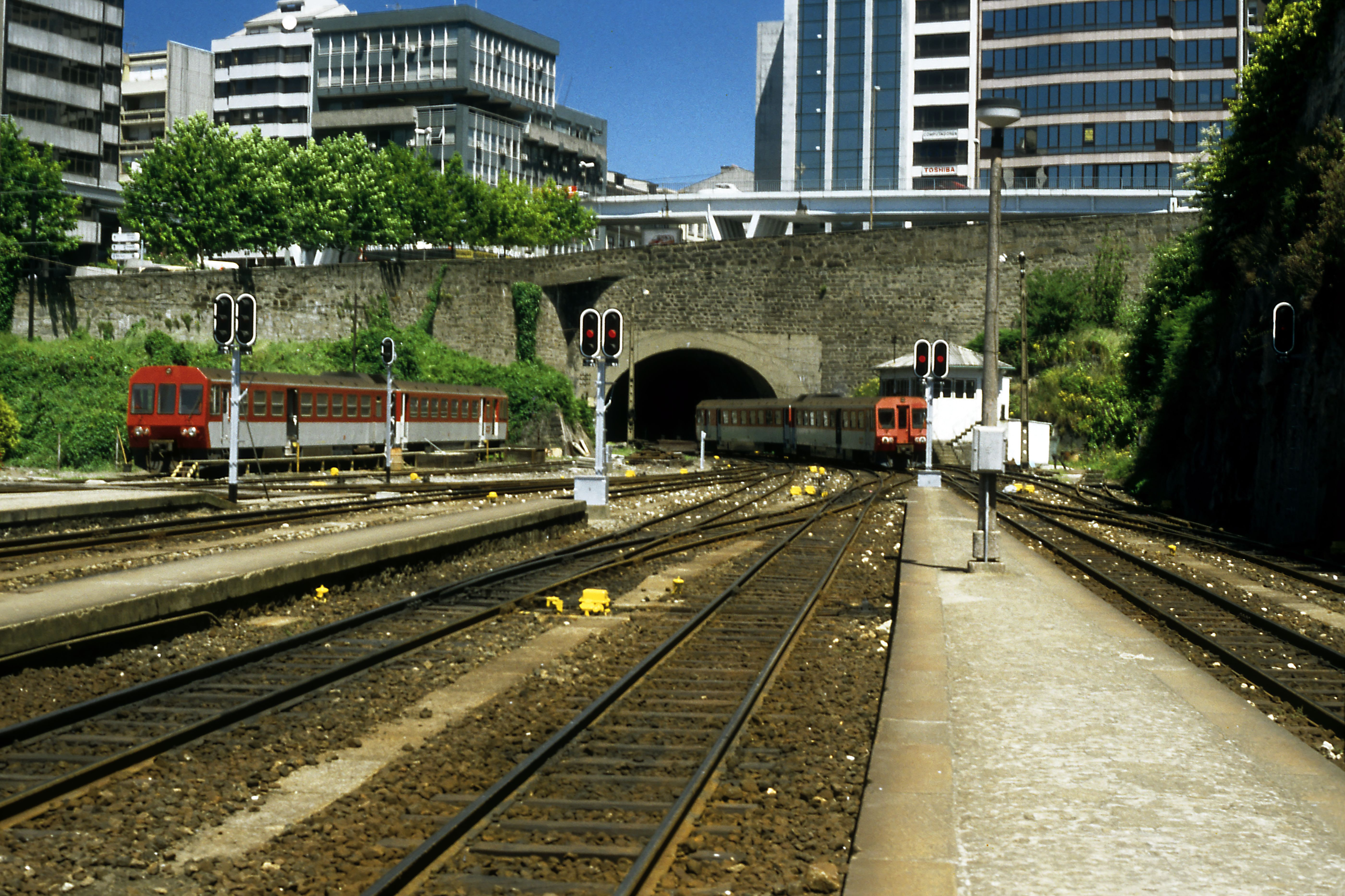
Aspeto da estação (boca do Túnel da Lapa) em 1996, antes da reconversão.

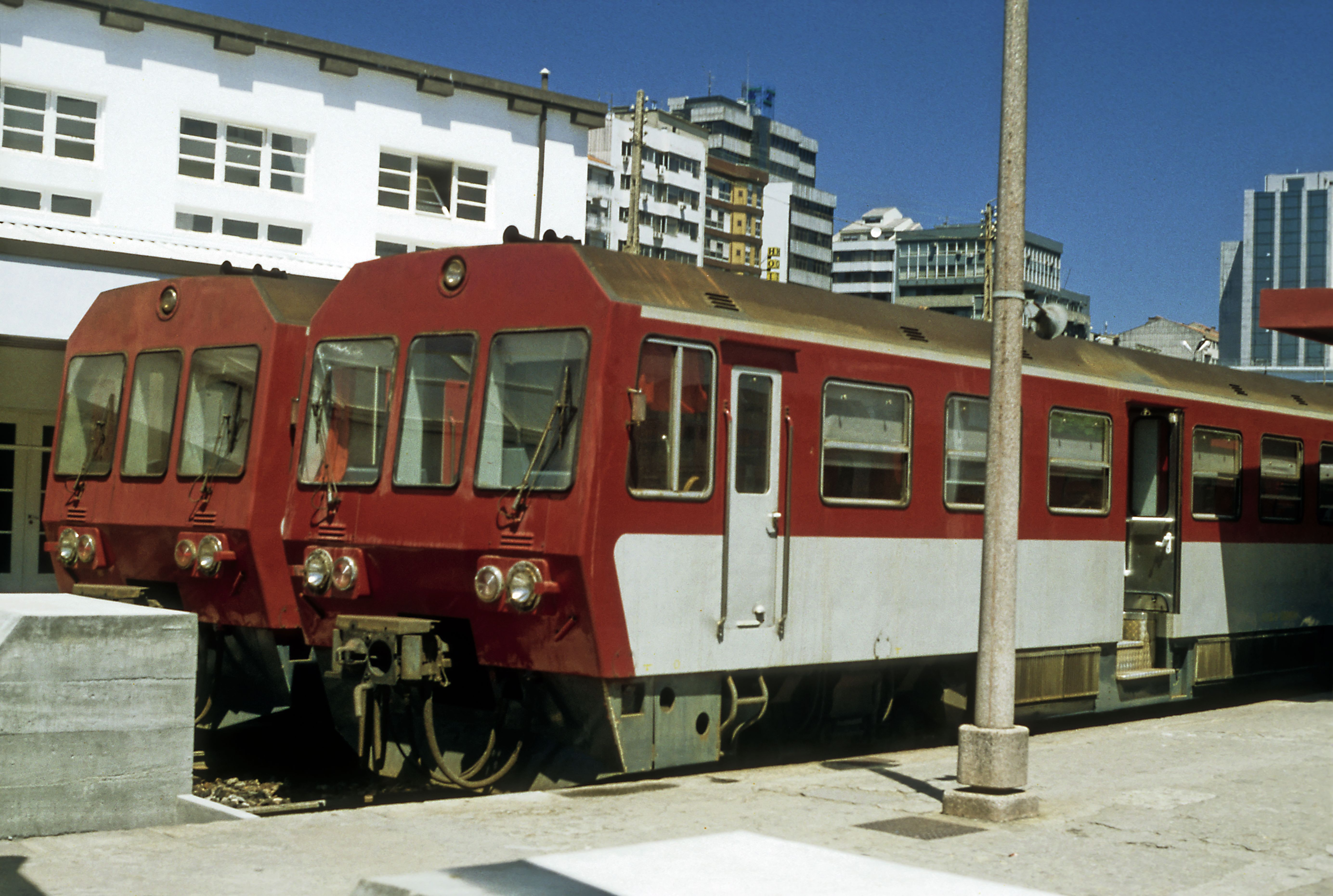
Automotoras 9600 em Porto-Trindade, em 1996.

Foi integrada desde 1938 na Linha do Porto à Póvoa e Famalicão (conhecida por Linha da Póvoa) e da Linha de Guimarães da CP sendo a estação terminal de ambas as linhas. Daqui chegavam e partiam comboios com destino a Vila do Conde, Póvoa de Varzim, Vila Nova de Famalicão, Maia e Guimarães.
A 28 de abril de 2001 o troço de caminho-de-ferro entre a Trindade e Senhora da Hora assim como o edifício principal da estação encerraram ao público, para reconversão em bitola europeia para futura exploração a cargo da Metro do Porto. O restante traçado (linhas da CP para a Póvoa de Varzim e para Guimarães), também entregue à mesma empresa, só foi encerrado a 23 de fevereiro de 2002. A estação foi demolida em 2001.

## Metro do Porto

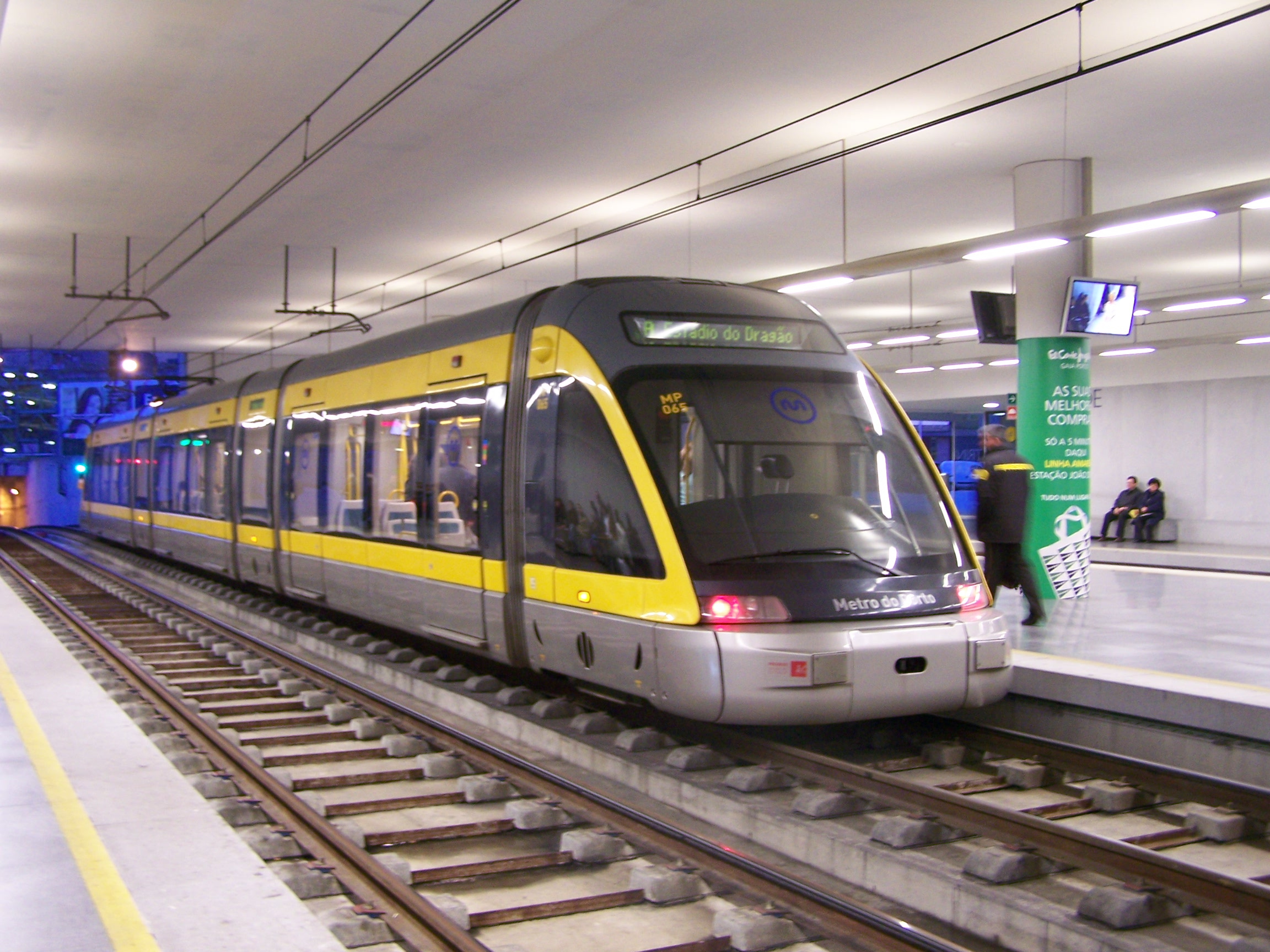
Composição do Metro do Porto entra na estação da Trindade com o Estádio do Dragão como destino.

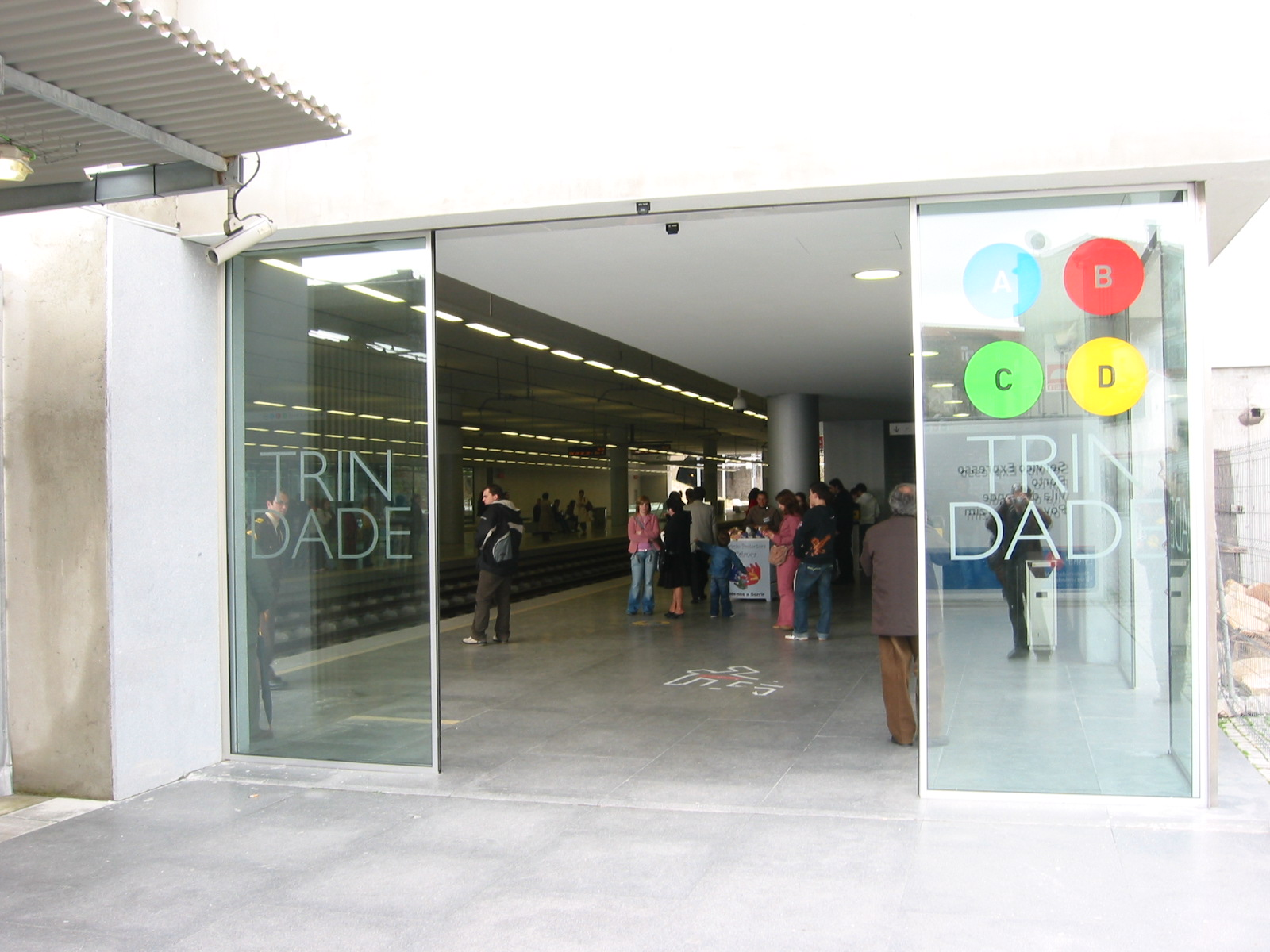
Entrada da estação.

Atualmente é a principal estação da rede do Metro do Porto, uma vez que faz ligação entre as 6 linhas existentes. Possui uma gare à superfície para as linhas A, B, C, E e F e, uma gare subterrânea para a linha D.

### Serviços
- Linha A Estádio do Dragão - Sr. Matosinhos
- Linha B Estádio do Dragão - Póvoa de Varzim (Serviço Normal e Expresso)
- Linha C Campanhã - ISMAI
- Linha D Hospital S. João -  Vila d'Este
- Linha E Estádio do Dragão - Aeroporto
- Linha F Senhora da Hora - Fânzeres

### Túneis
A estação é servida por 3 túneis ferroviários:
- Túnel da Lapa, (construído em 1938 para a CP),
- Túnel Trindade-Campanhã (construído de raiz em 2002).
- Túnel Salgueiros-Ponte, na linha amarela (construído de raiz em 2003).

O segundo cais (linha D) inaugurado em 17 de setembro 2005.[carece de fontes?]

### Correspondência com autocarros
Linhas que têm como término esta Estação:
- 304 Trindade ⇆ S. Luzia
- 900 Trindade ⇆ S. Ovídio (Via Ponte Luís I)
- 901 Trindade ⇆ Valadares (Escolas) (Via Ponte Luís I)
- 906 Trindade ⇆ Madalena (Via Ponte Luís I)

Linhas que passam nesta Estação:
- 200 Castelo do Queijo » Bolhão
- 201 Aliados » Viso
- 202 Aliados ⇆ Passeio Alegre (Via Av. Bessa)
- 208 Aliados » Aldoar (Junta de Freguesia)
- 501 Aliados » Matosinhos (Praia)
- 600 Aliados ⇆ Barca
- 703 Cordoaria ⇆ Sonhos
- 3M Aliados ⇆ Aeroporto
- 4M Aliados ⇆ Maia (Câmara)
- 5M Ermesinde (Estação) ⇆ Aliados
- 7M Valongo (Centro) ⇆ Aliados
- 8M S. Pedro da Cova (Covilhã) ⇆ Aliados
- 11M Hospital S. João ⇆ Coimbrões (Quinta da Bela Vista) (Via Ponte do Infante)
- 12M Aliados - S. Ovídio (Via Ponte da Arrabida)
- 13M Matosinhos (Mercado) - Aliados (Via Rotunda AEP)